# سیارک ۴۳۴۹
سیارک ۴۳۴۹ (به انگلیسی: 4349 Tiburcio، نامگذاری:1989LX) چهار هزار و سیصد و چهل و نهمین سیارک کشف شده‌است که در ۵ ژوئن ۱۹۸۹ کشف شد.
قدر مطلق سیارک برابر ۱۱٫۷۰ است.